# Зелёный варан
Зелёный варан, или изумрудный варан, или смарагдовый варан, новогвинейский варан (лат. Varanus prasinus) — вид ящериц из семейства варанов.

## Описание

### Внешний вид
Максимальная длина тела с хвостом до 75 сантиметров. Окраска верхней стороны тела изумрудно-зелёная с чёрными пятнами, образующими узкие кольца, особенно заметные в области плеч. Имеет слабо сжатый с боков хвост с килем вдоль позвонков в задней части.

### Распространение и места обитания
Населяет острова у севера Австралии и, возможно, север полуострова Кейп-Йорк и Новую Гвинею.
Обитает в различных биотопах от дождевых лесов до мангровых зарослей.

### Питание
Питается насекомыми и мелкими млекопитающими, рептилиями меньшего размера.